# Luigi Giuntini
Luigi Giuntini (Firenze, 4 agosto 1761 – Firenze, 1º febbraio 1824) è stato un medico italiano.

## Biografia
Luigi Giuntini nacque il 4 agosto 1761 a Firenze da Francesco e Maddalena Mazzei. Dopo gli studi matematici sotto la guida dell’abate Bianchi, sebbene i genitori lo avessero indirizzato alla giurisprudenza, si dedicò alla medicina entrando, agli inizi degli anni Ottanta del Settecento nell’Arcispedale di Santa Maria Nuova come “giovine convittore”. Qui seguì le lezioni di anatomia di Michele Angiolo Giannetti e Tommaso Bonicoli, mentre per la chirurgia fu allievo di Angiolo Nannoni. In ospedale si fece distinguere per le sue doti umanitarie e forse, proprio per questo, prima di diventare medico gli venne affidato l’incarico di “sotto infermiere”. Due anni dopo aver terminato gli studi fu nominato “maestro soprannumerario” nell’ospedale fiorentino e l’anno successivo “maestro operatore”. Nell’ospedale di Santa Maria Nuova, era impiegato anche il fratello Pietro, rinomato chimico che soprintendeva la Spezieria. 
Nel 1802 Luigi fu nominato “Istroriografo” di Santa Maria Nuova e professore onorario di Anatomia umana e comparata dell’Università di Pisa; nel 1804 chirurgo onorario della Real Corte d’Etruria e nel 1807 entrò a far parte del Collegio medico fiorentino. Nel 1814, col ritorno del granduca Ferdinando III, fu nominato “chirurgo aggiunto della Real Casa” e “dissettore anatomico per i lavori in cera del Museo di fisica e storia naturale” ed infine ebbe la cattedra di “Professore di operazioni”. Fu anche professore di Anatomia pittorica dell’Accademia di belle Arti di Firenze.
Abile chirurgo, adottò nuovi metodi operatori e ne migliorò alcuni già esistenti, in particolare perfezionò gli apparecchi ideati da Antonio Scarpa per la correzione dei piedi torti Fu socio dell’Accademia dei Georgofili e di altre importanti istituzioni italiane.
In seguito a dissapori politici Giuntini si trasferì a Trieste dove continuò con successo la sua professione di medico e chirurgo Tornato a Firenze, si spense il 1 febbraio 1824. Fu sepolto nei chiostri di sant’Egidio, la chiesa dell’ospedale fiorentino dove aveva trascorso gran parte della sua vita. Giuntini ebbe anche una felice e intensa vita privata, grazie al matrimonio con Virginia Follini da cui ebbe numerosi figli.

## Opere
- Agli amici della verità: memoria sopra la cura della signora Anna Spinelli, Firenze, Fantosini, 1809
- Di una frattura del femore: relazione chirurgica, Firenze, Fantosini,1809
- Due tavole con le loro spiegazioni relative ai difetti di organismo delle vie orinifere, Firenze, Fantosini, 1809
- Istoria di una specie straordinaria di cecità congenita diretta all’esimio Professor Sig. Antonio Scarpa, Firenze, Piatti, 1824

## Archivio personale
Presso la Biblioteca Biomedica dell’Università degli Studi di Firenze è conservato un fondo archivistico costituito da 6 pacchi, comprendente materiale vario: carte sciolte di lezioni di chirurgia, due registri di casi clinici curati dal Luigi Giuntini e una Memoria sugli organi genitali femminili del prof. Luigi Giuntini corredata da tre tavole disegnate da Clemente Susini e incise da Antonio Serantoni:
1. «Mss.1.1.B /1. Lezioni chirurgiche»
2. «Mss. 1.1.B/2. Lezioni chirurgiche»
3. «Mss. 1.1.B/3. Lezioni chirurgiche» anno 1817.
4. «Mss. R. 210.13. Registro di casi chirurgici curati dal prof. Luigi Giuntini a S. Maria Nuova», 1811, cc. n.n.
5. «Mss. R.210.14.  Registro di casi chirurgici curati dal prof. Luigi Giuntini a S. Maria Nuova», 1812, cc. n.n.
6. «Mss. 210.17. Memoria sugli organi genitali femminili del prof. Luigi Giuntini», sec. XIX, cc. n.n. con tre tavole disegnate da Clemente Susini e incise da Antonio Serantoni.